# 286 км
286 км — казарма (сельский населённый пункт) в Амурском районе Хабаровского края. Входит в состав Эльбанского городского поселения.

## География
Населённый пункт находится на железнодорожной линии Волочаевка II — Комсомольск-на-Амуре между рабочим посёлком Эльбан и селом Падали.

## История
В 2004—2012 годах населённый пункт входил в состав Падалинского сельского поселения.

## Население
| 2002 | 2010 | 2011 | 2012 | 2014 | 2015 | 2016 |
| ---- | ---- | ---- | ---- | ---- | ---- | ---- |
| 11   | ↘1   | →1   | →1   | ↘0   | →0   | →0   |
| 2017 | 2018 | 2021 |      |      |      |      |
| →0   | →0   | →0   |      |      |      |      |